# Феофилакт (Лопатинский)
Архиепископ Феофилакт (в миру Фёдор Леонтьевич Лопатинский; 1670-е, Волынь, Речь Посполитая — 6 (17) мая 1741, Москва, Российская империя) — епископ Русской православной церкви, архиепископ Тверской и Кашинский, богослов и философ, профессор Славяно-греко-латинской академии.

## Биография
Фёдор Леонтьевич Лопатинский был родом из волынской шляхты и родился, по-видимому, в 1670-х годы (год его рождения неизвестен, но он был старше Феофана Прокоповича, родившегося в 1681 году). Возможно, он был родом из города Лопатин (ныне Львовская область Украины).
Образование получил в Киевской академии и в заграничных училищах, а по окончании его, в монашеском сане, был наставником Киевской академии одновременно с Феофаном Прокоповичем.
Однако в Киеве Феофилакт служил недолго. Скоро, в 1704 году, он перешёл в Московскую академию и занимал здесь последовательно должности: наставника философии и префекта (1704—1706), а потом ректора и наставника богословия (с 1706 года).
Как преподаватель Феофилакт в своих учёных воззрениях не сходил со старого, схоластического пути, оставаясь верен традициям старой киевской школы. Как школьный администратор Лопатинский отличался добросовестным и ревностным исполнением своих обязанностей и заботливостью о вверенном ему деле. Московская академия в ту пору была ещё мало устроена; ректору приходилось встречаться с самыми разнообразными затруднениями. Здания были ветхи, средств отпускалось недостаточно. Учителей найти было трудно, за недостатком образованных людей. Учеников тоже постоянно из школы отрывали для разных правительственных нужд, так как академия должна была поставлять людей на все поприща деятельности. Феофилакт старался сделать что мог для приведения школы в удовлетворительное состояние. Он ходатайствовал перед правительством о материальных нуждах академии, представляя её жалкое положение; просил, чтобы у него не отнимали учеников и особенно молодых учителей. Так, ему удалось, хотя с большим трудом, отстоять для себя в 1717 году иеромонаха Гедеона Вишневского. Но в общем правительство было довольно равнодушно к школьным нуждам и предоставляло Феофилакту справляться как он знает. В ответ на просьбы и жалобы Мусин-Пушкин писал, например, в 1717 году: «Слышал я, что школы умаляются. Прошу, не изволь их оставить, ибо сие взыщется на вас».
Как образованный человек, Феофилакт был ценим Петром I, который старался выдвинуть и использовать все учёные силы. Он исполнял разные поручения государя, учёного характера. Так, его вызывали в Санкт-Петербург для исправления составленной им же службы о полтавской победе: «Служба благодарственная Богу, в Троице Святой славивому, о великой Богом дарованной победе над свейским королём вторым надесять и воинством его содеянной под Полтавою в лето от воплощения Господня» (1709). Эта служба широко использует аллюзии к Священному Писанию для возвеличивания Петра I и осуждения его противников. Именно в этой службе появляется известное в панегирической литературе XVIII века наименование царя Христом (игра слов, опирающаяся на то, что Христос по-еврейски означает «помазанник», а православный царь помазывался на царство). Введение подобного наименования в тексты, звучащие за богослужением, находятся где-то на грани кощунства: «Не вопрошай прочее, Давиде, где суть милости Господни древния, имиже клялся есть Отцем нашим. Обретохом бо я в новой благодати, обретохом и во днех наших таяжде милости Господни древния на полях Полтавских, егда сниде к нам Господь сил на помощь и ополчися на врагов наших сильных, и смути их, творя милость христу своему Петру и свое крестом сохраняя врученное тому жительство» (перевод: Не спрашивый больше, Давид, о том, есть ли в наше время милости [милостивая помощь] от Господа народу Своему, которые были оказаны в древние времена, о которых [о помощи] обещал Бог праотцам нашим. Потому что мы обрели их в новой благодати, обрели её во днях наших, такие милости Господни древние на полях Полтавских, когда сошёл к нам Господь сил на помощь и ополчился на врагов наших сильных, и смутил их, творя милость христу [помазаннику] своему Петру и своё крестом сохраняя врученное тому жительство).
Он принимал деятельное участие в предпринятом по указу царя исправлении славянской Библии. Но по своему направлению Феофилакт не был таким человеком, который вполне подходил к новому правительственному курсу. Это был человек старого закала, во многом похожий на Стефана Яворского. И как последний оказался непригодным для Петра помощником в его церковных преобразованиях, так и Лопатинский не мог рассчитывать на особую роль при Петре, какая досталась его младшему сверстнику Прокоповичу. Впрочем, это обстоятельство едва ли печалило Феофилакта. Он не был честолюбив и не претендовал, кажется, на влиятельное положение. Гораздо важнее было то обстоятельство, что Феофилакт стал в натянутые, а потом и в неприязненные отношения именно к Феофану Прокоповичу, высокая звезда которого скоро затмила всех других иерархов того времени. Отсюда для Феофилакта в будущем произошли многие несчастья.
Первые столкновения Феофилакта с Феофаном, кажется, относятся ещё к киевской их совместной службе. Как сослуживцы, они казались друзьями, по крайней мере об этой дружбе ещё долго спустя говорил Феофилакт. Но их разделяла разница взглядов, и это омрачало их отношения. Феофилакт, вместе с Гедеоном Вишневским, бывало, спорили с Прокоповичем по разным богословским вопросам, и в этих спорах проглядывало недоверие первых к чистоте православных убеждений последнего. Уход Феофилакта из Киева не прекратил совершенно этих принципиальных столкновений. Из Москвы Лопатинский следил за учёной деятельностью Прокоповича, и случай столкнул их открыто на учёном пути. В 1712 году Феофан написал сочинение «Об иге неудобоносимом». Феофилакт нашёл в нём неправославные тенденции и ответил на него строгой критикой, под заглавием: «Иго Господне благо, и бремя его легко», где прямо называл Феофаново произведение писанием, вносящим реформатские мудрования в учение об оправдании. Нечего и говорить, что такая полемика поселила неприязненные чувства в Феофане, но пока он не мог их чем-либо выразить активно. Через несколько лет опять обстоятельства столкнули двух «друзей». Когда Феофан был вызван в 1716 году в Петербург и начала обозначаться его будущая карьера, то московские учёные увидели в ней опасность для церкви и задумали помешать феофановскому возвышению. В Московской академии были тогда как раз оба киевских антагониста Прокоповича: Феофилакт — ректором и Гедеон Вишневский — префектом. И тот, и другой не доверяли чистоте православия Феофана, с богословскими трудами которого они были хорошо знакомы. Они выбрали из феофановских сочинений, преимущественно из его богословских лекций, разные сомнительные пункты, в которых подозревали лютеранские мысли, и представили их Стефану Яворскому. Яворский, человек тех же воззрений, вполне присоединился к Феофилакту с Гедеоном, и они решили подать протест против посвящения Феофана в епископы. Когда приближался момент посвящения Прокоповича, Стефан написал послание к епископам, вызванным на хиротонию, с приложением пунктов, излагающих феофановские заблуждения, в котором просил донести государю о неправославии Прокоповича и не посвящать последнего прежде, чем он отречётся от приписываемых ему неправильных мнений. Протест этот, однако, не удался. Феофану удалось оправдаться, и его противники были посрамлены. Стефан должен был извиниться за несправедливый донос, а авторы последнего, должно быть, получили строгий выговор. Несколько позже, по открытии Святейшего Синода, Феофилакт с Гедеоном пришлось публично сознаться в несправедливости своих обвинений. От них потребовали написать Синоду «доношение», в котором они объясняли, что никакой козни против Прокоповича в своих пунктах не имели, и смиренно просили прощения у Феофана и у Синода. Какие побуждения руководили Феофилактом в доносе на Феофана? Иные подозревают тут и затронутое самолюбие, так как Феофилакт будто бы завидовал своему младшему сверстнику, опередившему его в карьере. Но, судя по личности Феофилакта, скорее он искренне подозревал Феофана в неправославии.
Изложенные столкновения с Феофаном, однако, пока не оказали особого влияния на судьбу Лопатинского. Феофан не мог уже питать к нему бывшей когда-то дружбы; с раздражением говорил он о своих московских недоброжелателях. Но при Петре Прокопович не был столь влиятелен в управлении, чтобы руководить всеми административными назначениями. Пётр сам знал и выдвигал нужных ему лиц, и хотя Лопатинский не совсем подходил к новому церковному курсу, он, очевидно, как образованный и уважаемый человек, был в 1722 году назначен советником в Синод, в том же сане архимандрита, в каковом он проходил ректорство в Москве.
Известно, что в 1722 году являлся архимандритом Чудова монастыря. Во всяком случае, именно в таком качестве на Пасху 1722 года он получил панагию из Патриаршей ризницы.
В том же 1722 году Феофилакт сам просился, чтобы его назначили епископом в Иркутск. Иркутск был таким архиерейским постом, куда никто не хотел ехать, так как миссионерская служба в Сибири считалась подвигом. Архимандрит Феофилакт, выражая своё желание поступить на Иркутскую кафедру, справедливо объяснял, что им руководит отнюдь не честолюбие, а апостольская ревность послужить делу Христову. Св. Синод представил о просьбе Феофилакта государю, но со своим мнением, что Феофилакт нужен и здесь, в Синоде. Несмотря на старания Лопатинского посвятить себя апостольскому подвигу в Сибири, он туда не был определён. Зато в следующем 1723 году его посвятили в епископы на Тверскую кафедру, с оставлением в числе членов Синода. Таким образом и Феофилакт, как Феофан, сделался более деятелем центрального церковного правительства, чем епархиальным администратором. Судьба свела его на одном поприще с его идейным противником, и этим путём они вместе шли долго. В Синоде в ведении Феофилакта находились преимущественно раскольнические дела. Роль его по общему управлению, по-видимому, была второстепенная, да и сам он едва ли считал себя способным играть роль руководящую. Когда при Екатерине I начался процесс Феодосия Яновского, то в нём выступил и Феофилакт. В числе других он дал крайне неблагоприятное показание о Феодосии. После падения Феодосия, когда Феофан сделался первым вице-президентом Синода, вторым вице-президентом был назначен Феофилакт, возведенный ещё ранее в том же 1725 году в звание архиепископа. Вместе с тем, когда Феофан был указом императрицы от 25 июня 1725 года перемещён из Псковской епархии в Новгородскую, тем же указом и Феофилакт перемещался из Твери в Псков. Но и Феофан, и Феофилакт подали прошения, чтобы их оставили на прежних кафедрах. После повторной просьбы императрица согласилась, чтобы Феофилакт остался в Твери; но Феофан был бесповоротно перемещён в Новгород. В Твери, вместе с игуменом Иосифом (Решиловым), он трудился над составлением книги «Неправды раскольническия».
В царствования Екатерины І и Петра II настало время, когда Феофилакт мог бы выдвинуться и занять роль, которую до того играл Прокопович. Это было время реакции в пользу церковной старины, время господства той церковной партии, к которой принадлежали Лопатинский, Георгий Дашков, Игнатий Смола и другие антагонисты Феофана и его направления. В среде староцерковной партии Феофилакт был наиболее достойным и образованным человеком. Но он не имел тех качеств, какие были необходимы для духовного сановника в тот век политических переворотов. У него не было ни необходимого честолюбия, ни энергии, ни ловкости, ни умения для борьбы за первенствующее положение. Простодушный, доверчивый, Феофилакт был совершенно не способен вести интриги, ловить момент, подкапываться под других, заискивать и т. п. Он не сумел даже составить связи в придворных кругах, среди которых у него бывали почитатели. Потому-то и в то благоприятное время Феофилакт остался по-прежнему скромным работником, а первую роль заняли такие лица, как Георгий Дашков. Между тем, не приобретая силы, Феофилакт наживал себе врагов. Благоприятное правительственное настроение тверской архиепископ решил использовать для того, чтобы выступить на борьбу с протестантизмом, влияние которого заметно стало на Руси со времени Петра. Ещё Стефан Яворский написал против протестантов сочинение «Камень веры», в котором позволял себе довольно резкие выпады по адресу протестантов. Сочинение это не могло увидеть свет при Петре, запретившем его печатать, хотя сторонники изложенных в книге мыслей превозносили её и её автора, будучи частным образом знакомы с «Камнем». При Петре II по стараниям староцерковной партии Верховный Тайный Совет дал разрешение на издание Стефанова сочинения. В 1728 году книга была издана, и редактором её был Феофилакт Лопатинский. Издание книги многих задевало. Во-первых, косвенным образом Стефан метил в Феофана. Во-вторых, его сочинением были оскорблены проживавшие в России иностранцы. Вокруг книги завязалась оживлённая полемика. В лейпцигских актах в мае 1729 года был напечатан разбор «Камня», с суровыми укоризнами автору и издателю. Затем известный протестантский учёный Буддей издал целую книгу с подробным и основательным опровержением сочинения Яворского. В защиту последнего против Буддея выступил живший тогда в России при испанском посланнике католический патер-доминиканец Рибейра, издавший свою книгу уже при императрице Анне Ивановне. Рибейра имел в виду цели католической пропаганды, так как Стефаново произведение давало повод думать о католических симпатиях автора. Но книгой Буддея были затронуты и русские богословы, и конечно, прежде всего издатель «Камня» Феофилакт. Последний решил писать опровержение на Буддея. При этом полемика шла не только с Буддеем, но и с предполагаемыми его русскими благоприятелями, а именно с Феофаном. В кружке Феофилакта определённо говорили, что Буддей писал по указанию Прокоповича, даже больше: Феофилакт считал Феофана самым автором Буддеевой книги, изданной лишь под чужой фирмой.
Феофилакт не сообразил, что теперь вовсе не время заниматься полемикой с Прокоповичем и протестантами. Со вступлением на престол Анны Иоанновны политическое положение круто изменилось. У трона стали как раз иностранцы, а в церковной сфере бесспорно первенство получил Прокопович, оказавший Анне важную услугу при её воцарении. Результатом изменившихся обстоятельств прежде всего было удаление из Синода всех лиц антифеофановского направления. Указом 21-го июня 1730 года Феофилакт, Георгий и Игнатий молчаливо устранялись из Синода и вместо их были назначены новые члены, по выбору Прокоповича (Феофилакт выразился по этому поводу о Феофане: «Таких выбрал, что слова не скажут»). Одновременно с тем начался ряд политических процессов архиереев, погубивших между прочим и Георгия, и Игнатия. Феофилакт, уехавший в свою Тверь, с тревогой смотрел на будущее, опасаясь, как бы и его в чём не обвинили. И в то же время с удивительной недальновидностью он принялся сочинять на досуге задуманное опровержение на Буддея. Сочинение под заглавием «Апокрисис» или «Возражение на письмо Буддея» скоро было готово, но на его несчастье. Когда Феофилакт стал хлопотать о разрешении на издание своего труда, его постигло жестокое разочарование. Архиепископ послал одного из своих приближённых, архимандрита Иоасафа Маевского, хлопотать, чтобы ему позволили «писать» ту книгу, хотя она была уже написана. Затем он и сам отправился в Москву для той же цели. Здесь, как он сам потом рассказывал, сначала он был допущен во дворец, где ему удалось получить требуемое разрешение. Но едва он уехал оттуда, как его потребовали туда снова, и чины Тайной Канцелярии, учинив ему допрос, взяли с него письменное обязательство не только не писать на Буддея, но даже и не говорить никому о всем этом деле, под страхом смертным. Столь неожиданный оборот Феофилакт приписывал Феофану, который, по словам Лопатинского, приехал во дворец после него и разговорил императрицу. Вмешательство при этом в дело Тайной Канцелярии показывает, что затее Феофилакта был придан политический характер. В каком именно освещении она представлена была правительству, об этом не трудно догадаться. Прокопович вообще представлял своих врагов правительству Анны как политически неблагонадёжных людей. Так как он видел в полемике против Буддея косвенные выпады против себя (враги всегда обвиняли его в протестантстве), то он и осветил Феофилактово предприятие в нужном свете. Это было в данном случае не трудно, Феофилакт писал против протестантов, а приближенные императрицы Анны как раз были протестанты. Легко было представить сочинение Феофилакта как агитацию против немецкого правительства, разжигающую народную ненависть к иноземцам. Как только правительство посмотрело на просьбу Лопатинского под таким углом зрения, на него и был наложен строжайший запрет. «Камень веры» при Анне тоже был изъят из обращения.
Раз Феофилакт попал в соприкосновение с Тайной Канцелярией, то это было уже плохим предзнаменованием. История с «Апокрисисом» для него не имела прямых серьёзных последствий, если не считать допросов Ушакова; но она набросила на него пятно подозрения, что было очень опасно в то время. Можно, пожалуй, удивляться, почему Феофан не свёл с Лопатинским окончательных счетов при этом же случае. Насколько Прокопович чувствовал неприязнь к Феофилакту, можно думать по тому, что даже на смертном одре, по одному сведению, в ответ на предложение помириться с Феофилактом, он воскликнул: «О, дух проклятый, Лопатинский!». Но, очевидно, против тверского архиерея, при его характере, чуждом политиканства, трудно было найти сколько-нибудь осязательные политические улики. Однако и Феофилакту пришлось разделить участь других лиц, которых Прокопович считал своими недругами.
Дело, погубившее Лопатинского, началось несколько позже и стояло в связи с другими процессами Феофана. В половине 1732 года появилось анонимное письмо с пасквилем на Феофана. Это было одно из подпольных произведений его врагов. Здесь Феофан, по обычаю, обвинялся в лютеранстве, осуждались разные петровские церковные мероприятия. Но вместе с тем бросались обвинения и в лицо правительству: говорилось о разорении народа, льстивых министрах, скрывавших истину от государыни, призывался гнев Божий на гонителей церкви за осуждение нескольких иерархов. Это было именно то, что было нужно Феофану. Он тотчас представил правительству, что автор пасквильного письма и его компания — государственные возмутители, ищущие государственной смуты, недовольные существующим порядком. Немецкое министерство, чувствуя своё непрочное положение, более всего склонно было поверить указанным подозрениям. Феофан, с помощью Тайной Канцелярии, ревностно принялся за розыски автора пасквиля. С искусством самого опытного следователя он тщательно анализировал пасквиль, стараясь по внутренним признакам догадаться, кто бы был его автором. Одна ничтожная вещь навела его на мысль, что творцом пасквиля является иеромонах Иосиф Решилов, человек, находившийся в близких отношениях с Лопатинским, но известный и Прокоповичу. В пасквильном письме часто употреблялось слово «динкую». Феофан вспомнил, что такое слово он слыхал от Решилова. Решилов, находившийся тогда в Бизюковом монастыре, был арестован и привезён в Санкт-Петербург. В октябре 1733 года по Высочайшему повелению Синоду велено было исследовать дело. Когда первые допросы подтвердили подозрение Феофана, последний донес Кабинету, представив все дело в политической окраске. Была учреждена особая следственная комиссия из кабинет-министров, Ушакова (начальника Тайной Канцелярии) и Феофана. В это-то следствие и был втянут Феофилакт.
Главные обвиняемые по делу были Решилов и архимандрит Иоасаф Маевский. Оба они, особенно последний, в прежнее время пользовались доверием Феофилакта Лопатинского, имели с ним близкие связи, жили в его епархии. Это было при Петре II и отчасти в начале царствования Анны. Простодушный Феофилакт бывал очень откровенен с упомянутыми лицами в частных разговорах. Говаривали они обо всём — о петровских реформах, отмене патриаршества и т. п. Как представители староцерковного кружка, собеседники отзывались о новейших мероприятиях далеко не сочувственно. В эпоху реакции они мечтали о патриаршестве и в патриархи прочили, между прочим, Феофилакта. Говорили и о новгородском архиерее, которого Феофилакт называл «лютеранским защитником». Близость Лопатинского с людьми, настроенными явно враждебно к новому курсу, его разговоры, в которых столь проглядывало недоброжелательство к лютеранам и Прокоповичу, — все это заставляло причислить и его к той «компании», которая Феофаном выставлялась политически неблагонадёжной. Из этой компании вышел пасквиль, по убеждению Феофана, и невольно являлось у следователей подозрение, не причастен ли к делу и Феофилакт, а если и не причастен прямо, то не принадлежит ли и он к возмутителям государственного спокойствия. Тень подозрения, упавшая на него прежде по поводу «Апокрисиса», усиливала и теперь мрачные краски, в каких рисовалось дело. После допросов Решилова, Маевского и других лиц, когда выяснились их отношения к Лопатинскому, решили притянуть к розыску и Тверского архиерея. Ещё в заседании следственной комиссии по решиловскому делу 5-го марта 1734 г. Ушаков предлагал допросить Феофилакта по вопросу о патриаршестве. Но ещё год оставляли его в покое.
10-го апреля 1735 года прискакал наконец к нему из Петербурга курьер с пакетом, в котором заключался вопрос кабинет-министров такого содержания: «Ведаете ли вы такого человека, который бы таковых речей: наимилший, коханый, благословенство, динкую и прочих, якобы на образец польского языка устроенных, употреблять приобыкл?». Вопрос касался, как видно, решиловского дела о пасквиле. Феофилакту давалось три часа на размышление, и он должен был написать ответ тут же, в присутствии курьера. Феофилакт ответил, что он не знает такого человека. Через несколько дней, 22-го апреля, прискакал, однако, другой курьер, с новыми вопросами: «Не так ли иногда с вами разговаривал бывший иеромонах, что ныне расстрига Иосиф Решилов? И в своих к вам письмах таковых, будто бы польских наречий не употреблял ли? Такожде и вы, в ваших к нему поговорках и письмах, таковых же на стать такую слов, хотя и насмешкою, не произносили ль?». Ответ опять требовался в три часа. Третий вопрос показывал, что подозрение в причастности к пасквилю падало и на Феофилакта. Последний ответил, «что, может быть, и говорил, но не помнит этого, потому что Решилов жил не при нём, а в дальнем от него расстоянии». Однако архиерею не поверили; в ответах его, видимо, усмотрено было укрывательство истины. Кабинет министров потребовал Феофилакта в Петербург.
В Петербурге Феофилакт был арестован на своем тверском подворье и подвергнут новым допросам (30-го мая, 26 и 29 июня). Так как его ответам все не верили, то 7-го июля 1735 г. от него потребовали под страшной клятвой окончательного показания. Предъявленный Феофилакту указ показывал, что же собственно подозревали. Он гласил: «Понеже ты на посланные к тебе четыре допроса ответствовал весьма, по-видимому, не прямо, ибо на первый апреля 10-го и на второй апреля 22-го писанные сказал ты, что весьма не ведаешь, чего нельзя, кажется, было тебе не ведать, а на третий, мая 30-го писанный, где Решилова именованного також незнанием отговаривался, чего никто не надеялся, а в Кабинете 26-го июня, первее в незнании том утверждался, покамест Решиловых тебе и твоих к Решилову писем не показали, а по объявлении писем оных сказал ты, что забытием прежде того не писал и твое в том незнание показывал, а на четвертый вопрос, июня 29-го тебе посланный, ещё паче прежних ответов твоих ответствовал ты не совестно, суетно, огурно и самым, как в прежних ответах твоих, так и в последнем том, написанных словам твоим несогласно и отнюдь не сходно, и потому показал ты сам себя подозрению известного следуемого злого умысла близким; того ради, по именному её имп. вел. указу, высокоучрежденные кабинетные министры и синодальные члены согласно приговорили: привесть тебя при знатных духовного и мирского чина особах к присяге, по приложенной при сем форме. И дабы ты впредь не отговаривался малым к рассуждению данным тебе временем и торопким домогательством, дается тебе на рассуждение, идти ли тебе к присяге, или сказать, что знаешь, довольное время, а именно до 10-го числа сего июля месяца. А между тем и то тебе в известие предлагается, что если ты, не вступая в присягу, не скрытно и прямо покажешь, что надлежащее к прежним данным тебе допросам ведаешь: то как бы ни был виноват, по благоутробному её императорского величества милосердию получишь прощение. Если же присягою завяжешься, а после с другой какой стороны покажется, что присягал ты ложно: то нельстя себя ведай несумненно, что какового суда и осуждения сам ты признаешь достойными во лжу призывающих Бога свидетеля, таковый суд и осуждение с тобою будут». Феофилакт, однако, и под страшной клятвой ответил то же, что он говорил раньше: ничего не утаивая, ни с кем никакого согласия не имел и ни от кого нареканий на её величество не слыхал. Зная честный характер Лопатинского, можно смело поверить этой клятве. Хотя его считали участником компании, выпустившей пасквильное письмо, но он, очевидно, был к этому делу совершенно непричастен. Да и трудно предположить, чтобы этот человек, действовавший всегда ученым оружием, снизошёл до подпольного сочинительства грязных пасквилей. По всей вероятности, он ничего и не знал о пасквильной затее, даже если она была делом Решилова, потому что перед появлением пасквиля Решилов перекочевал от Феофилакта в Бизюков монастырь. Но и клятве Феофилакта не поверили. Прямых улик против него не было, потому осудить его стеснялись. Однако его продолжали держать под арестом до конца 1738 года. Тем временем умер его неукротимый противник, Феофан, а дело всё равно тянулось. Наконец разразился суровый приговор. 1738 год был годом важных политических процессов, и подозрительность аннинского правительства была напряжена до крайности. После политических казней перестали стесняться и с Феофилактом. Без каких-либо новых данных его осудили по старым недоказанным обвинениям. В декабре 1738 году в Кабинете состоялось определение: «По слушании взнесенного из Тайной Канцелярии экстракта из дела о тверском архиепископе Феофилакте Лопатинском, рассуждено, что помянутый архиерей Феофилакт, по обстоятельству производимого с прочими о нем дела, явился в важных винах; но при следствии не только о тех своих винах не принес чистой повинной, но коварно в том себя закрывал: ибо ведая, что имел он с монахом Иосифом, ныне расстригою Иваном Решиловым, письменную корреспонденцию, к тому же и персонально с ним неприличные речи, каковы в тех их пасквилях явствуют, говаривал, и от Решилова слыхал, на посланные к нему именные указы с явною бессовестною лжею объявлял, что того будто бы не бывало: но когда те его бессовестные ответы письмами Решилова явно были обличены, тогда никакого уже оправдания он не принес, кроме отговорки, что прежде не объявил он якобы от беспамятства… За оные важные вины подлежит лишить его архиерейства и всего священного и монашеского чина, и за надлежащим караулом послать его в Выборг и содержать там в замке, называемом Герман, до смерти его никуда неисходно, под крепким караулом, не допуская к нему никого, також бумаги и чернил ни для чего ему отнюдь давано б не было». После этого выборгского узника ещё раз брали в мае 1739 г. в Тайную Канцелярию для допросов, так как нашёлся новый доносчик, указавший близких Феофилакту лиц, одно из которых умело писать полууставом, почерком пасквиля. Допросы эти, однако, ни к чему не привели.
Осуждение Феофилакта Лопатинского было встречено в русском обществе с великим негодованием. Это был человек, всеми уважаемый, неподкупно честный, и никто не хотел и верить какой-либо его виновности. Современники с замечательной похвалою отзываются об этом архиерее. Учитель Евдокимов, хорошо знавший Лопатинского, пишет, например, о нём следующее: «Преподобный сей архиерей истинно преподобный, ибо согласовал жизнь со словом и учением апостольским. Упражняясь в проповеди слова Божья, он сочинял книги против раскольников и иноверцев — лютеран и кальвинов. Нравом был кроток, снисходителен и доступен. И сколько был кроток, столько ж и нестяжателен. Купивши мызу Степаново, в 40 верстах от Санкт-Петербурга, на свои келейные деньги, он отдал её потом в тверской архиерейский дом. До лишних строений и банкетов никогда не был охотник, разве по нужде. Был милостив к неимущим. Во время голода, при крайней дороговизне хлеба, он своими келейными деньгами ссужал своих бедных крестьян и раздавал им хлеб даром. Когда же минуло голодное лето и настало обильное, принесли к нему записные книги, кому сколько дано было хлеба, и докладывали: не прикажешь ли этот хлеб отобрать? Преосвященный Феофилакт, взяв книги, бросил в печь, в огонь» (Рукоп. «Каталог тверских архиереев»). Иностранец Фандербек писал о нём: «Ученый круг уважает Феофилакта Лопатинского, епископа Тверского. Этот человек самого многостороннего образования, знаток греческой литературы, которой занимался с усердием и большим успехом… А его непоколебимая честность во всех обстоятельствах жизни напоминает собою золотой век. Одним словом, если бы можно было изобразить добродетель, то он был бы её портретом». Феофилакта считали невинным страдальцем, жертвой жестокости аннинского царствования. Многие современники склонны были видеть в нём даже страдальца за веру, потому что осуждение его приписывали ревности лютеран-иностранцев, которых обличал Феофилакт. Последнее подозрение, однако, едва ли справедливо, потому что правительство Анны, осуждая Феофилакта и преследуя его, руководилось преимущественно политическими побуждениями. Полемические сочинения Лопатинского только постольку были важны для правительства, поскольку они казались политически опасными, разжигая вражду к иноземцам. Много обязан Феофилакт своей несчастной судьбой и Феофану Прокоповичу. Последний создал ему подозрительную репутацию сторонника бунтовской компании и, хотя Феофан умер до окончательного решения участи Феофилакта, эта участь предопределена была предшествующими розысками.
В выборгской крепости Феофилакт томился до конца царствования Анны Иоанновны. После кратковременного регентства Бирона, как только власть перешла к правительнице Анне Леопольдовне, первым делом нового правления была амнистия всех политических осужденных в предшествовавшее царствование. Указ об амнистии был опубликован 13 ноября 1740 года, и Святейший Синод тотчас же позаботился о множестве духовных страдальцев. Феофилакт был освобожден одним из первых. Его освободили 31 декабря 1740 года. Многие считали его уже мертвым и удивились его гражданскому воскрешению. Впрочем, старец-страдалец был и действительно почти мёртв. Ему вернули прежний сан. Первенствующий член синода Амвросий (Юшкевич), говорят, со слезами возлагал на него знаки архиерейского достоинства. Цесаревна Елизавета посетила его и тоже не могла удержаться от волнения. Но дни несчастного архиерея были сочтены. Он почти не мог двигаться и скоро скончался, 6-го мая 1741 года, на своем тверском петербургском подворье, и был погребён в Александро-Невском монастыре.